# Aulo Cornelio Coso (tribuno consular 369 a. C.)
Aulo Cornelio Coso  fue tribuno consular en 369 a. C. y una segunda vez en el año 367 a. C., en el último de los cuales se aprobaron las leyes Licinias.